# Есаульское сельское поселение (Челябинская область)
Есау́льское се́льское поселе́ние — муниципальное образование в Сосновском районе Челябинской области Российской Федерации. В рамках административно-территориального устройства муниципальное образование  соответствует административно-территориальной единице Есаульский сельсовет.
Административный центр — посёлок Есаульский.

## История
Статус и границы сельского поселения установлены Законом Челябинской области от 9 июля 2004 года № 246-ЗО «О статусе и границах Сосновского муниципального района и сельских поселений в его составе».

## Население
| 2002  | 2010  | 2011  | 2012  | 2013  | 2014  | 2015  |
| ----- | ----- | ----- | ----- | ----- | ----- | ----- |
| 2637  | ↘2619 | ↗2623 | ↗2697 | ↗2735 | ↗2776 | ↘2771 |
| 2016  | 2017  | 2018  | 2019  | 2020  | 2021  |       |
| ↗2774 | ↗2779 | ↘2758 | ↘2753 | ↗2762 | ↗2823 |       |

## Состав сельского поселения
| № | Населённый пункт | Тип населённого пункта          | Население |
| - | ---------------- | ------------------------------- | --------- |
| 1 | Есаульский       | посёлок, административный центр | ↗2823     |